# Longquan-Brennofen

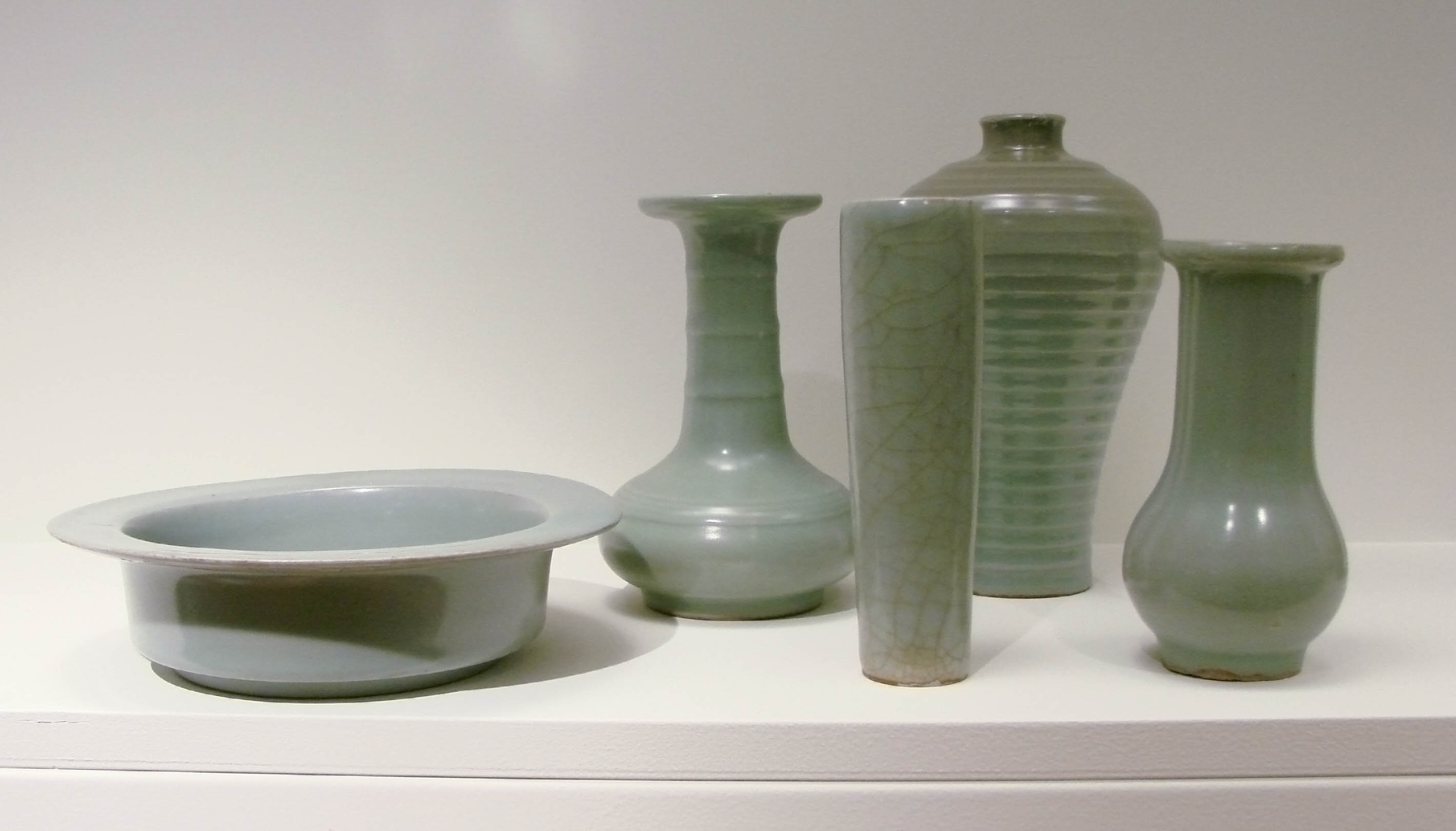
Seladon aus Longquan im Musée Guimet

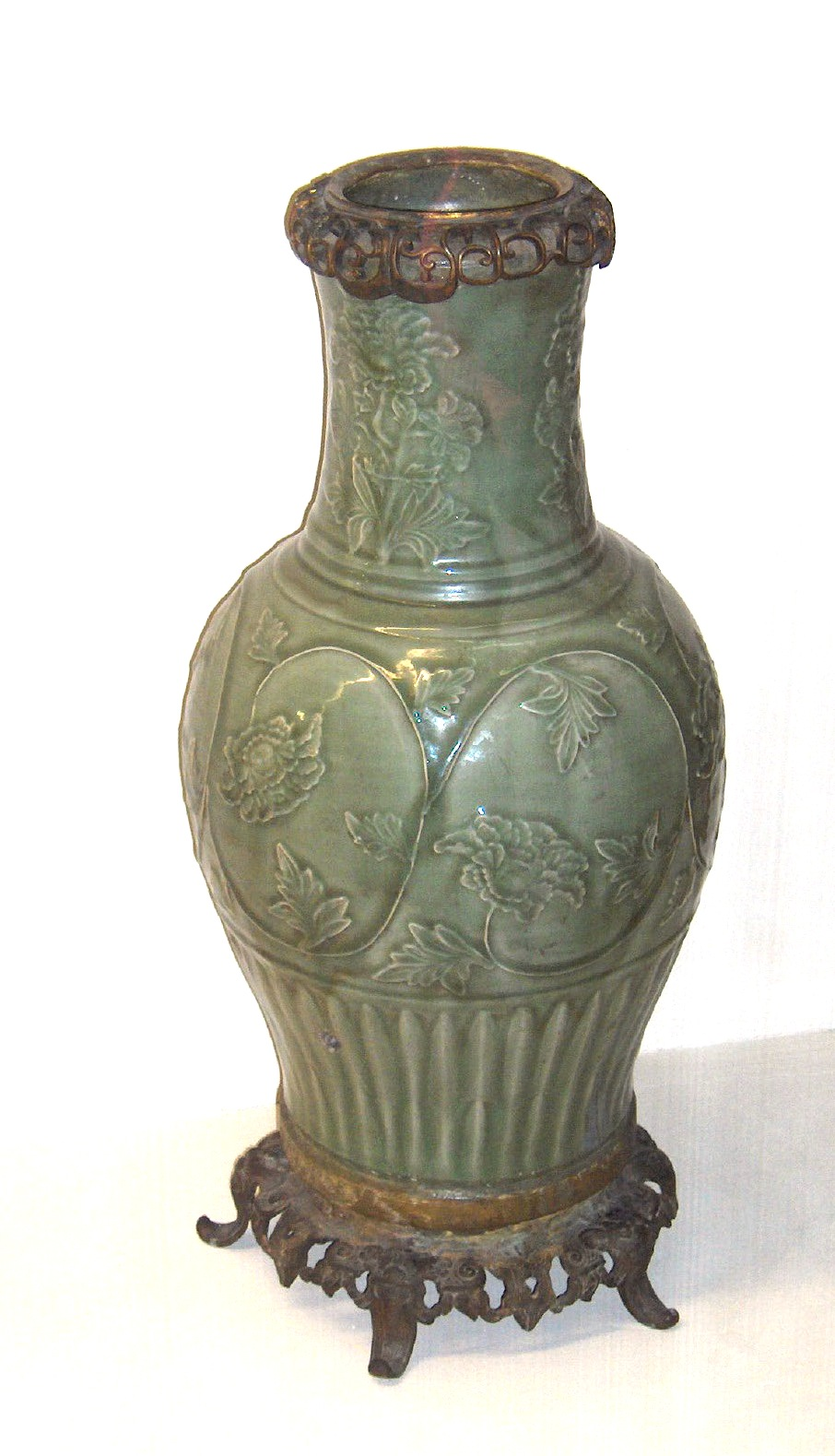
Longquan-Seladon im Topkapi-Palast, Istanbul, Türkei

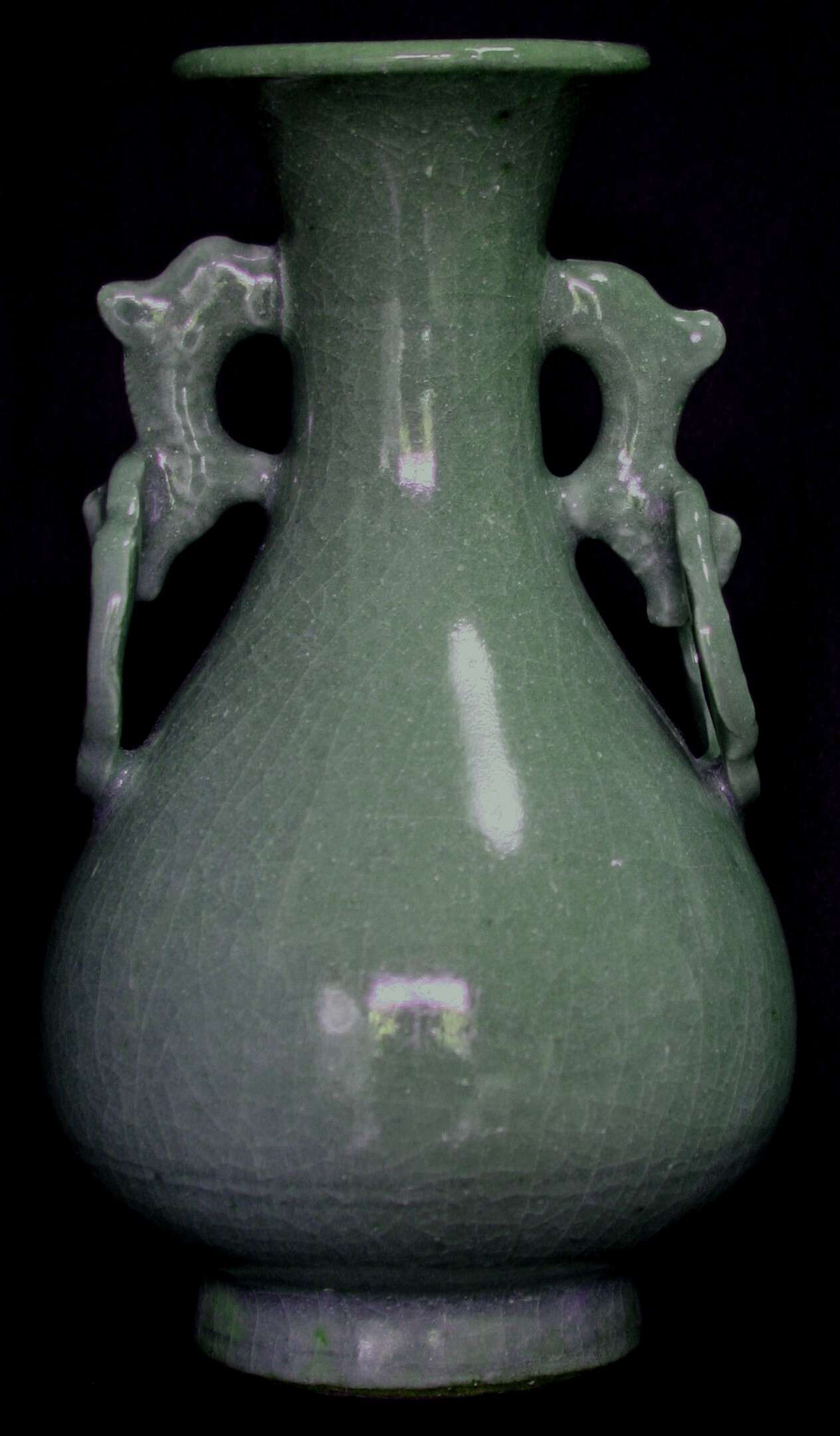
Longquan-Seladon (Vase, Song-Dynastie, 13. Jahrhundert, aus der Nantoyōsō Collection, Japan)

Der Longquan-Brennofen (chinesisch 龙泉窑, Pinyin Lóngquán yáo, englisch Longquan kiln) ist ein berühmter chinesischer Keramikbrennofen („China kiln“) aus der Zeit der Song-Dynastie im Südwesten der chinesischen Provinz Zhejiang. Es handelt sich um einen der berühmtesten Seladon-Brennöfen des alten China im südlichen Landstrich.

## Geschichte
Die Bezeichnung Longquan-Brennofen dient als Oberbegriff für mehrere hundert verschiedene, über ein weites Gebiet verstreute Brennöfen. Sein Gebiet erstreckt sich in der Provinz Zhejiang über Longquan, Wuyi, Yongjia, Wencheng und Taishun.
Die archäologische Stätte des Seladon-Brennofens von Longquan der Zeit der Südlichen Song-Dynastie wurde 1959 ausgegraben. Sie liefert wichtiges Material für die Erforschung von Produktion, Typen, Stilen und Kunsthandwerk des Longquan-Seladons der Zeit der Südlichen Song-Dynastie.
Eine wichtige Brennöfenstätte befand sich in den Dörfern Dayao (大窑) und Jincun (金村) der Großgemeinde Xiaomei (小梅镇) in Longquan, Provinz Zhejiang. Der Brennofen hat seine Ursprünge in der Zeit der Fünf Dynastien, er führte die Tradition des (tang-zeitlichen) Yue-Brennofenss fort und brannte Seladon. Seine Blütezeit fiel in der Zeit der Südlichen Song-Dynastie. Die Longquan-Keramikbrennöfen der Zeit der Südlichen Song-Dynastie können in zwei Typen eingeteilt werden: Bei dem einen ist der Rohling feinkörnig und strahlend weiß, bei den Farbglasuren sind der helle grünlich-blaue (fenqing) und der essigpflaumengrüne (meiziqing ) Farbton repräsentativ, als dekorative Muster dienen plastisch hervorzutreten scheinende Dekorationen und Applikationen. Dieser Typ wird gewöhnlich Di-Brennofen („Brennofen des jüngeren Bruders“; chin. Dì yáo 弟窑) genannt; unter dem Namen des Longquan-Brennofens wird gewöhnlich immer dieser Typ bezeichnet. Der andere Typ wird gewöhnlich Ge-Brennofen („Brennofen des älteren Bruders“; Gē yáo 哥窑) genannt.
Die Utensilienformen des Longquan-Brennofens sind sehr vielfältig, neben Haushaltsgegenständen für den täglichen Bedarf wurden auch verschiedene Schreibutensilien und verschiedene antikisierende Gefäße gebrannt. In der Zeit der Yuan-Dynastie wurde seine Keramik in großen Mengen nach Übersee exportiert, später wurde die Produktion nach Lishui und Yongjia ausgedehnt. In der Zeit der Ming-Dynastie wurde sie noch fortgeführt, in der mittleren Zeit der Mandschu-Dynastie begann der Niedergang und die Produktion wurde eingestellt. Nach der Gründung der Volksrepublik China wurde die Produktion wiederbelebt.

## Denkmal der VR China
Die Stätte des Longquan-Brennofens von Dayao steht seit 1988 auf der Liste der Denkmäler der Volksrepublik China (3-228).

## Immaterielles Kulturerbe der Volksrepublik China
Brennen und Manufaktur des Seladons aus Longquan wurden 2006 in die Liste des immateriellen Kulturerbes der Volksrepublik China (VIII-9)
und 2009 in die UNESCO-Liste des immateriellen Kulturerbes der Menschheit aufgenommen.

## Schiffswrackfunde
Auf dem Schiffswrack Nanhai Nr. 1 befanden sich unter anderem Seladon aus der Südlichen Song-Dynastie aus diesem Brennofen. Ebenfalls im Sinan-Schiffswrack aus der Yuan-Dynastie.

### Nachschlagewerke
- Cihai. Shanghai cishu chubanshe, Shanghai 2002, ISBN 7-5326-0839-5.
- Zhongguo da baike quanshu: Kaoguxue (Archäologie). Zhongguo da baike quanshu chubanshe, Peking 1986 (online (Memento vom 10. Mai 2018 im Internet Archive)).